# Imeria
Imeria là một chi thực vật có hoa trong họ Cúc (Asteraceae).

## Loài
Chi Imeria gồm các loài: